# El Bolsón
El Bolsón is een plaats in Patagonië, in het Argentijnse departement Bariloche in het uiterste zuidwesten van de provincie Río Negro. De plaats telt 19.009 inwoners (2010).
Het dorpje ligt aan de voet van de berg Piltriquitron wat in Mapudungun "hangend aan de wolken" betekent. De vallei, van oorsprong glaciaal, loopt van noord naar zuid, het laagste punt is 337 m. boven zeeniveau en wordt doorkruist door de rivieren Azul en Quemquemtreu. Het dorp is omgeven door bebost berggebied. Sinds 1991 is de bevolking ruimschoots gegroeid.

## Geschiedenis
Na de laatste ijstijd in het pleistoceen, zo'n 14.000 jaar geleden, toen het ijs zich terugtrok, konden de eerste mensen de bossen van de Andes in Patagonië bevolken.
Studie van rotstekeningen wees uit dat de streek bewoond is sinds 11.500 jaar.
De eerste bewoners waren tsonek of chon (tehuelche), jagers / verzamelaars en nomade. Gewoonlijk verbleven ze 's winters in de meer beschutte gebieden in de bossen en meren. 's Zomers en in milde herfsten werd er het meest gejaagd, vooral op guanaco. Van voor de 16e eeuw weten we weinig. De mapuche hebben een grote invloed op de cultuur van de tsonek gehad, en de mapuche hebben zich sterk uitgebreid. Beide oorspronkelijke bevolkingen werden door de nieuwe cultuur vanuit Buenos Aires grotendeels uitgeroeid, verdrongen en overwonnen. Vooral tijdens de zogenaamde “verovering van de woestijn” door generaal Julio Argentino Roca.
Groepen die meewerkten of opgingen in de nieuwe orde opgedrongen door de Argentijnse strijdkrachten bewonen thans een behoorlijk gedeelte van het gebied van El Bolsón en het midden en westen van de provincies Neuquen, Rio Negro, Chubut en Santa Cruz. Vele gebruiken zijn verloren gegaan.

## Economie
Kolonisten
Het eerste kapitaal voor de lokale economie kwam van de Syrische en Libanese handelaars. In de eerste decennia van de 20e eeuw reisden ze over de paden van de tehuelches, van de spoorweg in Ingeniero Jacobacci tot Lago Buenos Aires, met karren voortgetrokken door muildieren of paarden. De handelaren lopend, om zo meer waar te kunnen vervoeren. Ze sliepen in de open lucht, met et geld en de handelswaar bij elkaar en de dieren apart, als lokaas, want er waren veel bandieten. Butch Cassidy heeft jaren in het nabijgelegen Cholila gewoond en van daar uit trein- en bankovervallen geregeld.
Toen de handelaars bekend waren met de routes en gewoontes van de drijvers en kolonisten en indianen in hun nederzettingen kwamen ze met wagens en vestigden ze zich strategisch op de kruispunten van paden en sporen. Deze eerste bouwsels van Arabieren en Europeanen waar gegokt, gerookt en gedronken werd groeiden uit tot herbergen, barakken, winkels en tankstations, met woningen eromheen. De lokale economie werd opgezet met de verkoop van geïmporteerde goederen. Veel van de huidige handelaars zijn nazaten van deze kolonisten.
Bedrijvigheid
De voornaamste huidige pilaren van de lokale economie zijn toerisme en landbouw. Van belang zijn de grote hopplantages, fruit en de verwerking ervan, kruiden en hoge kwaliteit organische groente, paddenstoelen, houtzagerijen en melkproducten. Het ambachtelijke werk wordt verkocht op de beroemde ambachtelijke markt in El Bolsón, elke dinsdag, donderdag en zaterdag. Van belang zijn ook de vele lokale ambachtelijke bierbrouwerijen.
Overheid
Fundamenteel zijn de overheidssubsidies en salarissen van overheidsdienaars, leraren, politie, dokters.
Toerisme

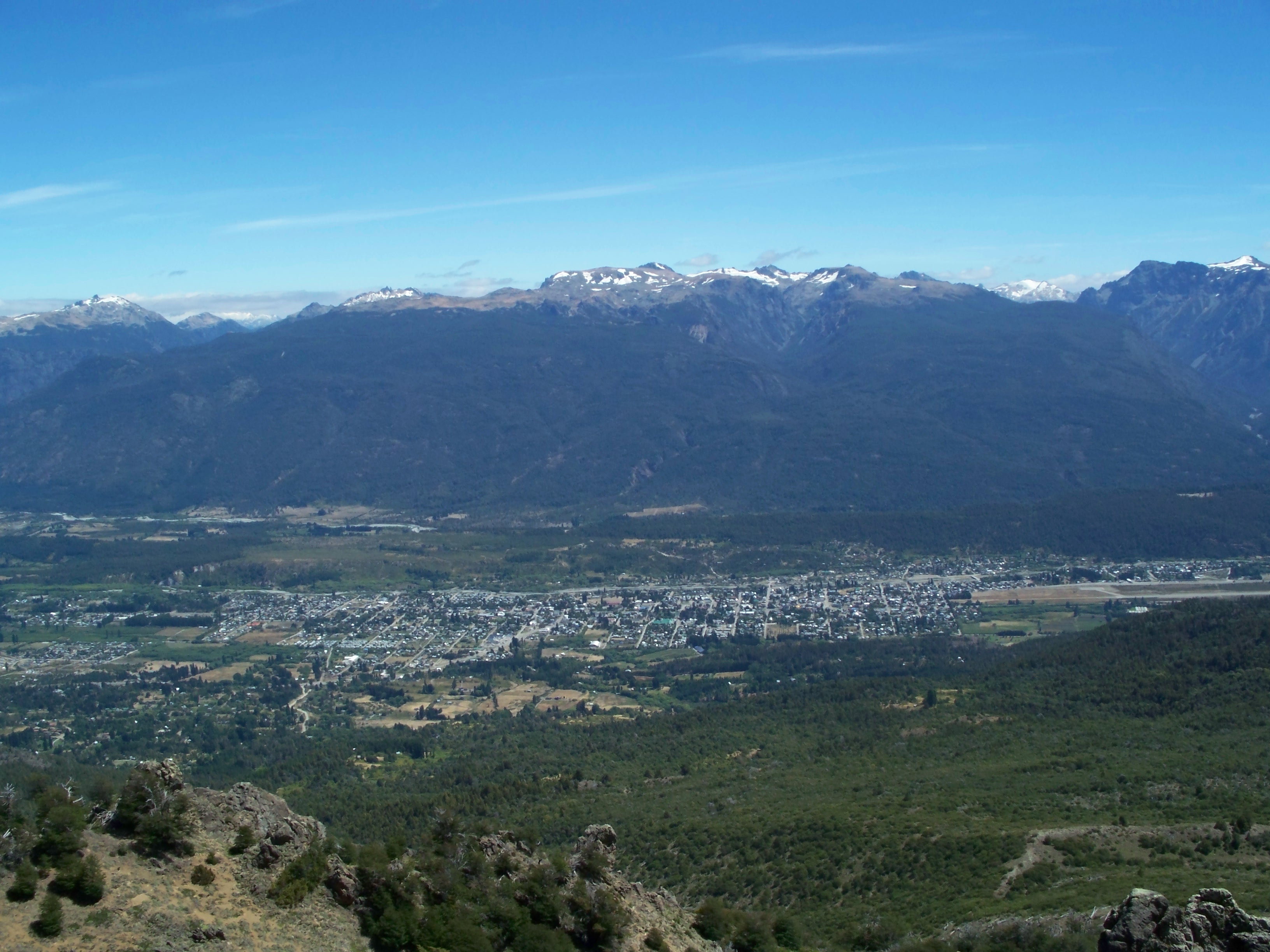
El Bolsón gezien vanaf de Piltriquitrón.

Toerisme is in opkomst. Men kan overnachten in verscheidene berghutten of op campings in en rond het dorp. Naast de hotels en pensions zijn er ook veel huisjes te huur. Er kunnen tochten te paard gemaakt worden. Men kan in auto naar het platform op de Piltruiquitron waar met glijschermen gevlogen wordt. Vanaf het platform is het een kleine wandeling naar het bosque tallado, het gebeeldhouwde bos. Jaarlijks camperen hier beeldhouwers om in de aanwezige lenga's figuren te houwen. Vanaf dit openluchtmuseum is het nog een kleine wandeling naar de berghut. Iets verder is het naar de top (2260 m), vanwaar men aan de andere kant van de berg over de steppe uitkijkt. 's Winters kan men ook skiën op de Perito Moreno, 2294 m hoog. De grootste berghut op deze berg telt 60 slaapplaatsen. De Club Andino Piltriquitron geeft cursussen en organiseert tochten.
Er kan ambachtelijk bier geproefd worden bij veel van de lokale brouwerijen. In februari is er het jaarlijks feest van de hop.
Grote trekpleister is de regionale ambachtelijke markt. Verder is er nog een museum met opgezette vogels.
Er wordt in de buitenlucht geschaakt op een groot bord met gebeeldhouwde stukken. Er is jaarlijks een belangrijk schaaktoernooi. De plaatselijke schaakclub was de eerste met een website in Argentinië.
immigranten
Door de grote toestroom van nieuwe bewoners, uit binnen- en buitenland, stroomt er ook veel geld in de lokale economie. Nieuwe huizen en bezigheden worden opgezet wat resulteert in een hoop werk en verkoop van materialen. Er is een grote groep laaggeschoolde arbeiders. Telefoon, internet en aardgas wordt aangeboden door coöperaties.

## Galerij

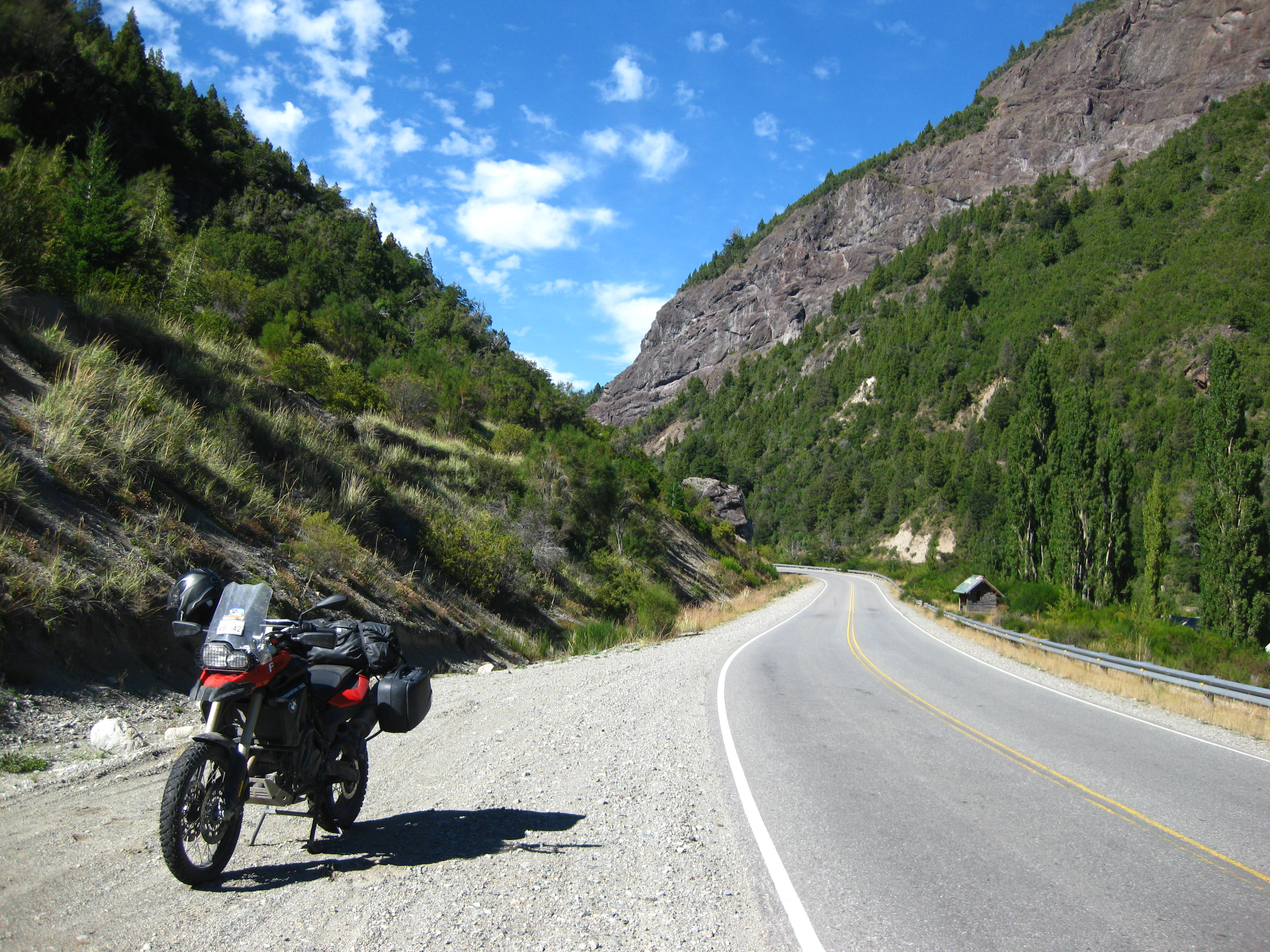
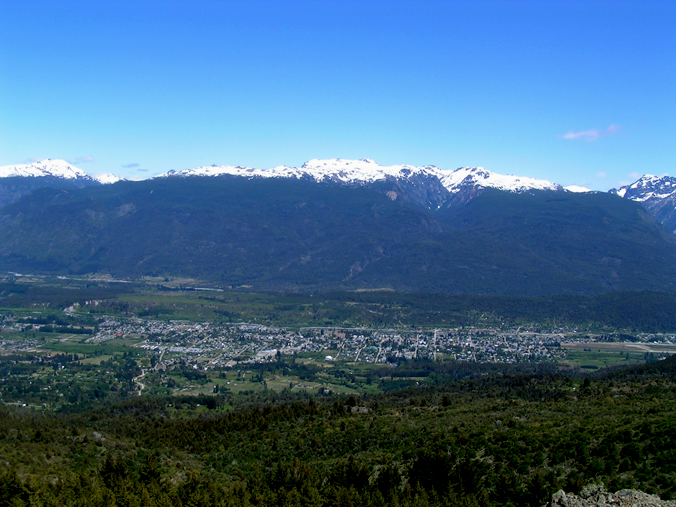
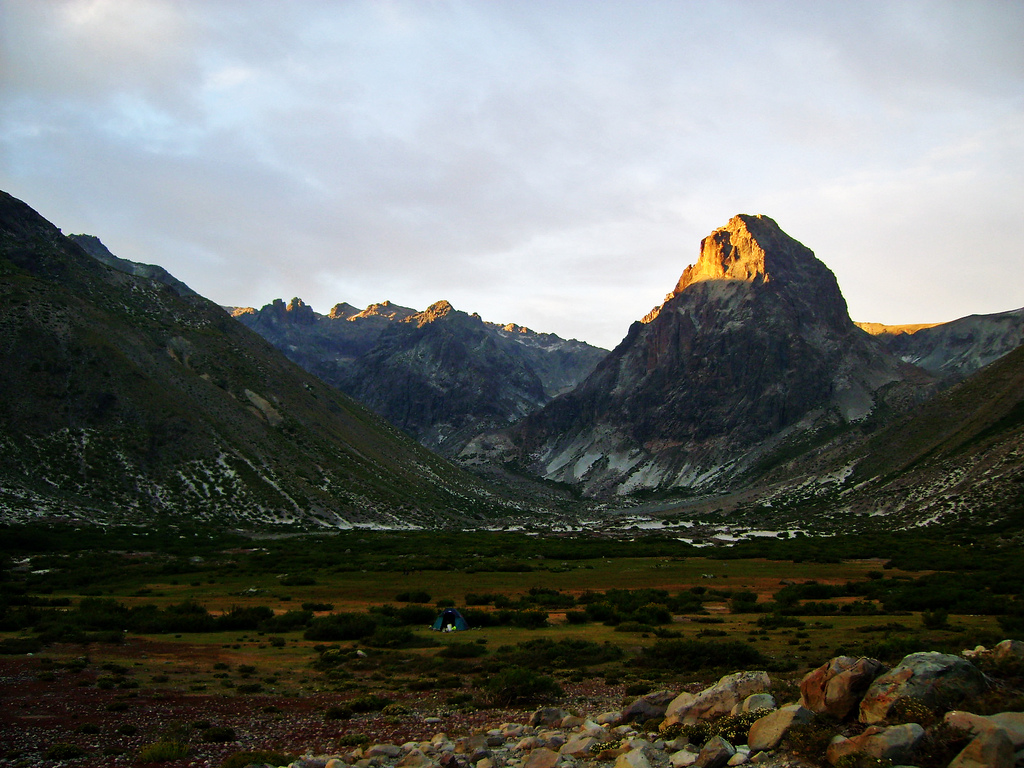
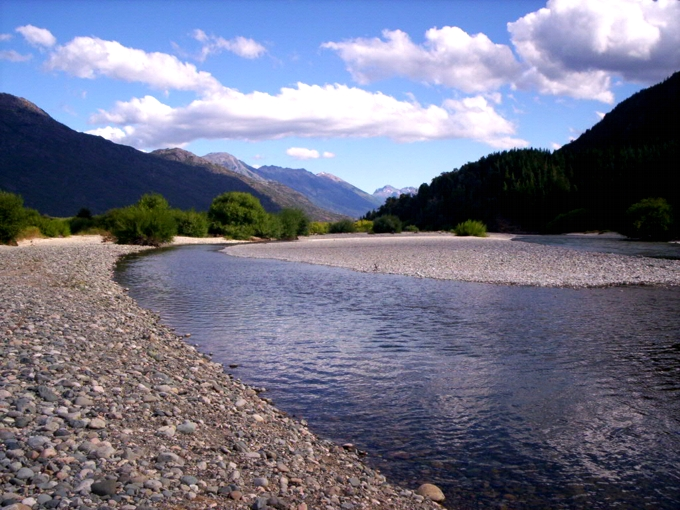
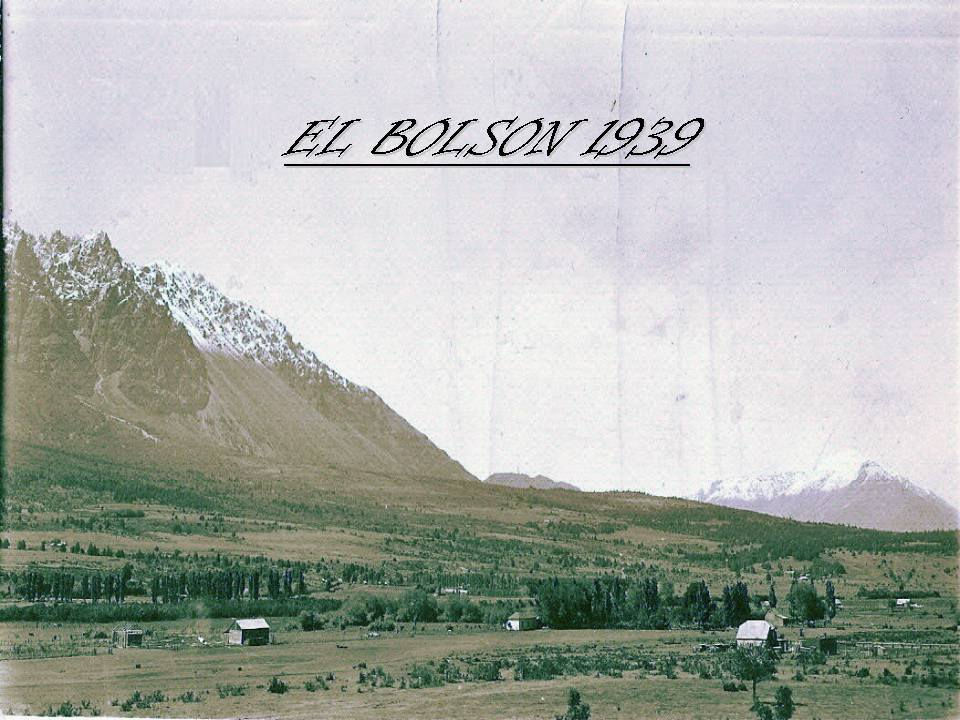